# Boys' World
Boys' World est une courte revue britannique destinée à la jeunesse à l’existence éphémère (1963-1964) sur le modèle de la revue Eagle.

## Rapide historique
En 1959 Odhams Press rachète Hulton Press avant de se faire lui-même racheter par Fleetway en 1961. La nouvelle direction remarquant une érosion des ventes d’Eagle décide de lancer un nouvel hebdomadaire destiné aux garçons Boys’ World.
Le journal ne manque pas d’attraits. Contrairement aux revues concurrentes dont la première page est constituée d’une têtière suivie d’une bande dessinée, celle-ci offre une couverture pleine page où est dessinée une situation réelle et dramatique avec cette simple question « Et vous que feriez-vous ? » la réponse se trouve bien évidemment à l’intérieur de la revue qui bénéficie de 4 pages couleurs (couverture incluse).
Parmi les rubriques originales on soulignera la présence de Mini Mystery où sur un texte d’une demie ou un tiers de page est proposée au lecteur une courte énigme policière.
On trouve également Hand of Fate qui à la manière d’un Le Saviez-Vous ? raconte avec des dessins d’accompagnement une anecdote historique à connotation insolite telle que le jour où jeune encore le futur duc de Wellington a failli mourir, comment on a retrouvé un squelette dans le premier navire à vapeur, etc.
Après 89 numéros, la revue fusionne avec Eagle du même groupe. A noter que les séries Raff Regan, un pilote de la RAF durant la 2de Guerre Mondiale, Iron Man (rien à voir avec le héros de Marvel) et Billy Binns, un gamin doué en sport, ont continué assez longtemps encore dans Eagle.

## Séries principales

### Brett Million
Une série de science-fiction, censée reproduire le succès de Dan Dare, située sur la Planète Pirrus et avec comme héros Brett Million. Deux épisodes tous les deux en couleurs. Plusieurs dessinateurs se succèdent dont Frank Bellamy, H.K. Bulmer et Frank Langford.
- Angry Planet (22 planches en format double à l'italienne soit l'équivalent de 44 pages)
- Ghost World (21 planches en format traditionnel)

### John Brody
John Brody est un journaliste scientifique du Daily Newsflash dont les nerfs sont mis à rude épreuve dans des enquêtes à connotation policière qui confinent au surnaturel. Brian Lewis officie aux dessins.
- What is Exhibit X ?

Une curieuse statue a le pouvoir émet des ondes susceptibles de transformer les hommes en esclaves dociles. Bientôt c'est tout le Royaume-Uni qui est sous la menace. 23 planches en format double soit l'équivalent de 46 pages.
- The House on Scar Island

John a été invité par le producteur Henry J. Cabott à se rendre à Scar House où un film doit être tourné. Il se trouve que cette demeure est hantée par le fantôme de Seth Tarnis. Supercherie ou réalité ? 31,5 planches en format traditionnel, publiées à raison de 1,5 planche par semaine.
- The Fire Creatures

Le petit village de Solferino (sic) sur les pentes du Vésuve est d’ordinaire assez tranquille. L’imparfait est néanmoins de rigueur car depuis quelque temps on voit apparaitre des créatures pour le moins particulières. 25,5 planches en format traditionnel, publiées à raison de 1,5 planche par semaine.
- The Invisible Man

Des savants atomistes ont été enlevés lors d’une conférence internationale à Londres. John qui assistait aux réunions fait partie de lot. 6 planches en format traditionnel, publiées à raison de 1,5 planche par semaine.
- The Green Men

Cette fois-ci c’est en Afrique que se rend John dans la région d’Odon. Aventure de 23 planches en couleurs.
- The Fires of Vishna

Courte aventure de 4 planches parues dans l'almanach Boy's World 1965.

### Merlo the Magician
Originellement un roman de Harry Harrison, Spell of Magic, est une série policière et d’espionnage qui a connu quatre aventures dans la revue. Toutes les planches sont en noir et blanc.
- Men without Faces

Comment démanteler une organisation privée d’espionnage. L’action se situe principalement en Espagne puis en France. 30 planches publiées à raison de 1,5 par numéro.
- The Army of Crime

L’action se situe cette fois-ci aux Etats-Unis, la menace étant celle des gangs. 30 planches publiées à raison de 1,5 par numéro.
- Danger in the Desert

Dans le petit état moyen-oriental de Kibanya, le sheik Abdullah cherche à renverser l'Imam, chef du gouvernement local. 15 planches publiées à raison de 1,5 par numéro.
- Operation Rescue

La mission est de récupérer un agent capturé derrière le rideau de fer, sauf s’il a trahi bien sûr. 19,5 planches publiées à raison de 1,5 par numéro.
- Death in Venice

Courte aventure de 4 planches parues dans l'almanach Boy's World 1965.

### Pike Mason
Pike Mason est un marin, plongeur de surcroît, accompagné dans ses aventures par un Philippin, Quarro. Les scénarios sont signés Tom Tully et les dessins, magnifiques, en noir et blanc sont dus à Luis Bermejo.
- The Sea Ape

Alors qu’ils sont à la recherche de Peter Haler, Pike et Quarro font relâche devant l’île Groans réputée pour abriter un singe marin. Cet épisode est composé de 48 pages, la plupart en format double à l'italienne.
- The Curse of Zentaca

Pour le compte de clients qui les accompagnent, et à bord de leur navire The Sabre, nos deux héros remontent une des branches de l’Amazone à la recherche du tombeau de Zentaca et surtout de son supposé trésor. 46 planches.
- The Monster of Duncrana

John et Quarro sont à la recherche d’une épave dans les eaux irlandaises. Mais il semblerait qu’elles ne soient pas de tout repos. 46 planches.
- Slave Kingdom

Courte aventure de 4 planches parues dans l'almanach Boy's World 1965.

### The Wrath of Gods
Après Wulf the Briton dans Express Weekly, Ron Embleton revient dans l’antiquité avec cette série en couleur dessinée située dans la mythologie grecque. C’est le romancier Michael Moorcock qui signe le scénario. A noter que selon les numéros les pages peuvent être présentées en format à l’italienne sur une double page et d’autres fois sur une page seule. L'histoire n'étant pas terminée, elle se poursuit dans le n°41 d'Eagle de l'année 1964 et se termine au n°47 de la même année. A noter que ces 12 planches passent, en changeant de revue, à un format traditionnel. Eagle publiant déjà un péplum, Heros the Spartan, la série n'avait pas de raison de continuer.
En tenant compte pour deux pages les planches en format à l'italienne, cette série fait 168 pages.

### Sur la revue
http://www.26pigs.com/boysworld/index.html
http://downthetubes.net/?p=11800

### Sur Merlo le Magicien
https://harryharrison.wordpress.com/2008/12/09/merlo-the-magician/